# Avançon (Ardennes)
Avançon település Franciaországban, Ardennes megyében. Lakosainak száma 346 fő (2022. január 1.). Avançon Acy-Romance, Blanzy-la-Salonnaise, Château-Porcien, Nanteuil-sur-Aisne, Saint-Loup-en-Champagne, Tagnon és Taizy községekkel határos.

## Népesség
A település népességének változása:
| Lakosok száma | 262  | 270  | 322  | 316  | 298  | 293  | 313  | 328  | 340  | 346  |
|               | 1968 | 1982 | 1990 | 2006 | 2013 | 2015 | 2017 | 2019 | 2020 | 2022 |